# Santa Maria de Granyena de Segarra
Santa Maria de Granyena de Segarra és una església de Granyena de Segarra (Segarra) inclosa a l'Inventari del Patrimoni Arquitectònic de Catalunya.

## Descripció
L'església parroquial de Santa Maria és un edifici aïllat de les cases però integrat plenament dins del nucli de la vila. Una impressionant escalinata aporta majestuositat i elegància a la seva façana principal. De planta rectangular, s'estructura a partir de tres naus i teulada a doble vessant. L'edifici es va construir amb pedra local propera a la vila i se'n presenta amb de carreus de pedra ben escairats i aparellat amb morter de calç. A la seva façana principal hi troben la porta d'accés a l'edifici amb d'arc carpanell. Adossats ambdós costats d'aquesta porta, uns pilars de secció quadrada i presenten decoració amb motius vegetals. Per sobre de la porta d'accés i damunt del seu arc carpanell hi trobem, en relleu, l'escut de la vila, una garba d'espigues de gra, envoltada amb decoració vegetal. Una cornisa ens separa aquesta estructura descrita fins ara, de la fornícula que devia acollir l'advocació a qui anava adreçada la parròquia i que actualment no hi ha cap imatge. Per sobre hi troben un òcul, tot seguint el seu eix vertical. La imatge d'aquesta façana principal es completa amb la presència de quatre pilastres adossades a la paret i que abrasen la seva longitud fins a arribar al timpà que corona aquesta façana. Dins del timpà s'hi troba una obertura en forma de creu grega, seguint l'eix vertical de la portada (porta, òcul i creu). El timpà ve rematat per cinc pinacles.

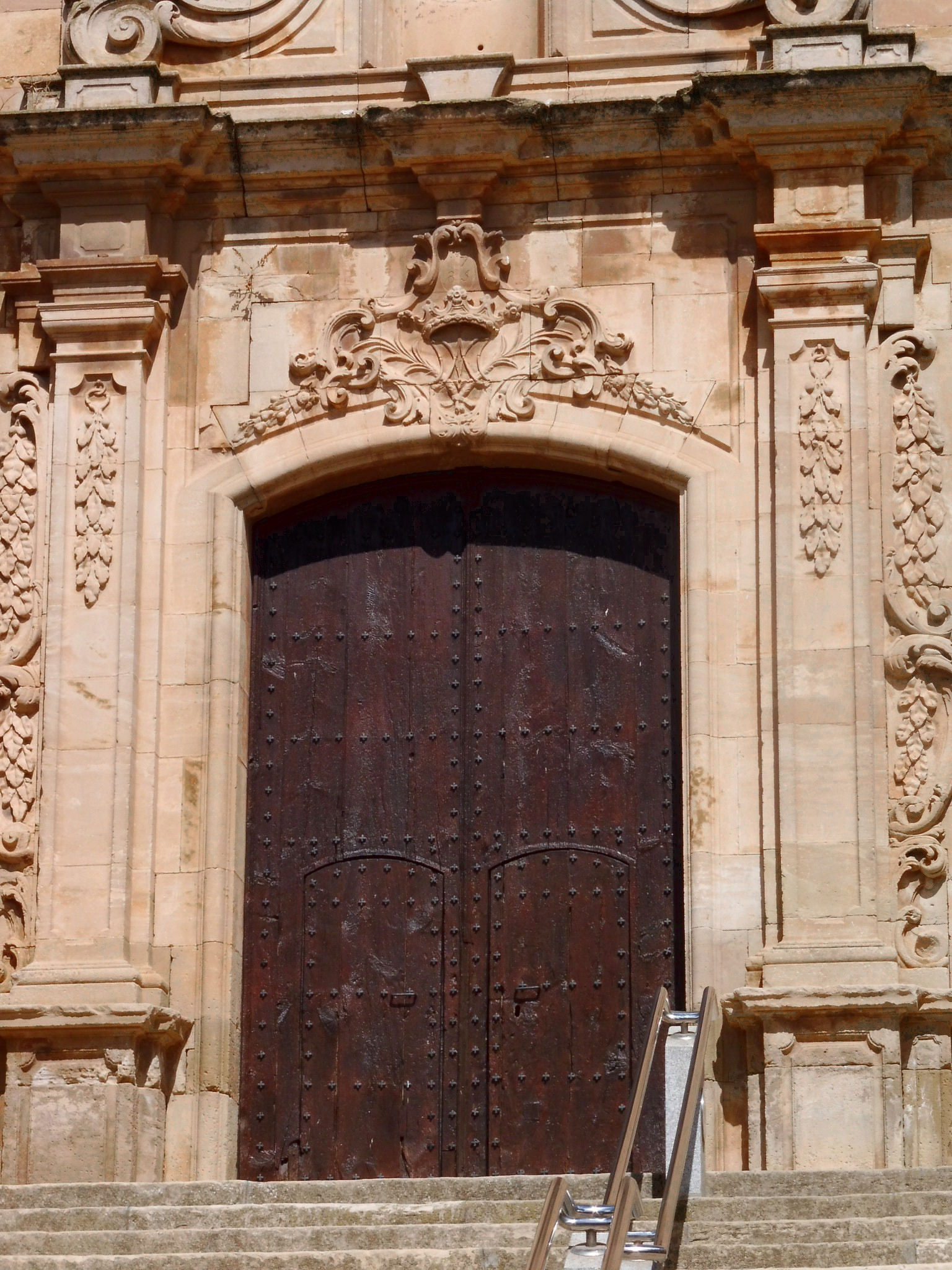
Portada

Un campanar octogonal, situat al costat esquerre, ens dibuixa la totalitat de la seva fisonomia. Està format per tres cossos separats per motllures. L'últim cos té quatre obertures d'arc de mig punt, on es resguarden les campanes. La part superior d'aquest campanar està rematat per una balustrada.

## Història
La parròquia de Granyena es va instituir en temps anteriors als Templers i aviat va prendre preponderància de forma parella a què el poble començava a gaudir. Comptava amb una certa autonomia respecte dels àmbits monacal i episcopal, ressaltant la seva posició de parròquia i tenint la direcció i responsabilitat de l'escrivania, i més tard de la notaria en què aquesta es va convertir. El rector va lliurar-se una àmplia competència econòmica, fent partícip la seva família.
Pel que fa a la construcció se sap que fou bastida el 1786 (data que apareix a l'escut de la portalada) i finalitzada el 1804 gràcies a les aportacions econòmiques dels veïns.